# Durchgangslager Bietigheim

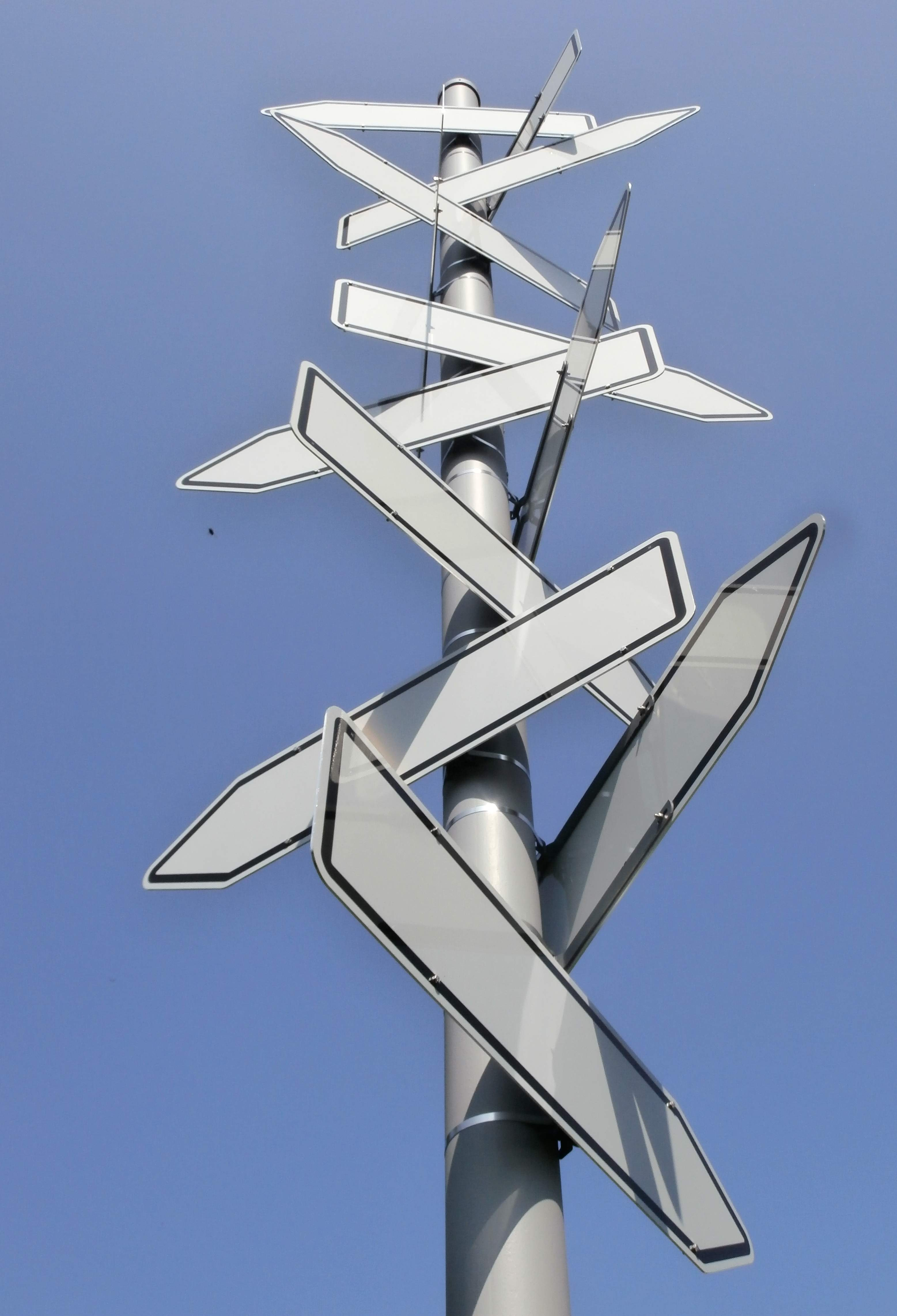
Mahnmal an das Durchgangslager

Das Durchgangslager Bietigheim wurde 1942 in Bietigheim (heute Teil von Bietigheim-Bissingen) als Durchgangslager für verschleppte Kriegsgefangene und Zivilpersonen insbesondere aus Russland eingerichtet. Das Hauptlager befand sich in unmittelbarer Nähe zum Bietigheimer Bahnhof, dem Lager angeschlossen war von 1942 bis Anfang 1943 ein Seuchenlager in Pleidelsheim und ab Mitte 1943 das Krankenlager in Großsachsenheim. Für in Bietigheim eingesetzte Zwangsarbeiter bestanden weitere Unterkünfte an verschiedenen Stellen im Ort. In Bietigheim und in einem anderen Durchgangslager in Ulm wurde die überwiegende Zahl der nach Württemberg verschleppten Zwangsarbeiter gesundheitlich überprüft und an ihre Arbeitsstätten weiterverschoben. Außerdem war das Bietigheimer Lager auch ein Sammellager für schwerkranke Zwangsarbeiter, die dort oder in den angeschlossenen Seuchenlagern ihrem Schicksal überlassen oder auf Rücktransporte in die Ostgebiete abgeschoben wurden.

## Lage
Das Bietigheimer Durchgangslager wurde etwa 200 Meter südlich des Bietigheimer Bahnhofs auf dem Grundstück im Laiern im Winkel von Industriestraße und Tammer Straße anstelle einer einstigen Schießbahn errichtet. Es hatte bis auf den Zugangsbereich in der nördlichen Ecke einen nahezu rechteckigen Grundriss von etwa 150 × 200 Metern und eine Fläche von anfangs rund 3,6 Ar, die später erweitert wurde.

## Leitung
Das Durchgangslager Bietigheim stand unter der Leitung von Theodor Pfizer, einem leitenden Beamten der Deutschen Reichsbahn und verantwortlich für den Güterverkehr im Südwesten, wozu auch die Aufsicht über Zwangsarbeiterlager in Ulm und Plochingen gehörte. Die Güterzüge dienten neben dem Nachschub von Waffen auch der Deportation von Menschen in Konzentrationslager im Osten.

## Geschichte

### Kriegsbeginn
Bereits unmittelbar nach dem Beginn des Zweiten Weltkriegs mit dem Überfall auf Polen wurden polnische Kriegsgefangene als Zwangsarbeiter ins Deutsche Reich verschleppt. Ab Ende Oktober 1939 wurden bis zu 70 polnische Zwangsarbeiter in Bietigheim in der Forstwirtschaft beschäftigt. Durch die Polen-Erlasse vom März 1940 erhielten diese Kriegsgefangenen zivilen Status und kamen wie zwangsverpflichtete polnische Zivilisten als so genannte „Zivilpolen“ (Zivilarbeiter) unter strengen Auflagen zumeist bei Landwirten unter. Nachdem im Juli 1940 ein Kriegsgefangener den Sohn des Ortsbauernführers mit einem Messer angegriffen hatte, wurden alle polnischen Gefangenen aus Bietigheim zur Strafkompanie nach Münsingen versetzt, anschließend erhielt die Stadt ein neues Kontingent von 70 polnischen Kriegsgefangenen zugewiesen.

### Das Lager wird errichtet
Nach Beginn des Westfeldzuges im Mai 1940 gelangten zunächst Kriegsgefangene aus dem Westen ins Deutsche Reich. Zu Beginn des Russlandfeldzuges wurden die dortigen, zur Vernichtung vorgesehenen Kriegsgefangenen in Massenlagern hinter der Front untergebracht, bis Ende 1941 der „Großeinsatz für die Bedürfnisse der Kriegswirtschaft“ speziell von russischen Zwangsarbeitern angefordert wurde. Da die russischen Gefangenen durch die katastrophale Situation in den Massenlagern größtenteils entkräftet oder krank waren, konnten bis März 1942 nur rund 5 % von ihnen zur Arbeit eingesetzt werden, woraufhin die Amtsgruppe Wehrwirtschaft im April 1942 2 Millionen zivile russische Arbeitskräfte zum Einsatz im Reichsgebiet anforderte, die auf die Kriegswirtschaft und die Landwirtschaft gleichmäßig aufgeteilt werden sollten. Die ersten zivilen russischen Zwangsarbeiter in Württemberg trafen im Frühjahr 1942 über Durchgangslager in Heilbronn und Ulm ein, gleichzeitig wurde in Bietigheim mit dem Bau eines (bereits im Januar 1942 geplanten) Durchgangslagers begonnen. Die Standortwahl war der Nähe zu einem Eisenbahnknoten und dem verfügbaren freien Gelände in der Nähe der Bahnanlagen und abseits ziviler Siedlungen geschuldet. Der Lagerbetrieb begann bereits, als das Lager noch nicht vollständig fertiggestellt war.

### Lagerbetrieb
Im Lager wurden die täglich gemäß der Anforderung der Amtsgruppe Wehrwirtschaft zu erwartenden 500 bis 1000 Personen auf ihren Gesundheitszustand überprüft, entlaust und anschließend auf Arbeitsstellen verteilt. Das Lager in Bietigheim sollte gemeinsam mit dem Lager in Ulm den größten Teil der eintreffenden Zwangsarbeiter abwickeln können. Es erstreckte sich von Nordosten nach Südwesten und war mittig geteilt. Die südöstliche Hälfte war den Unentlausten vorbehalten, die nordwestliche Hälfte den Entlausten. Im äußersten südöstlichen Winkel des Lagers befanden sich die Entlausungseinrichtung und außerdem ein isolierter Bereich für Kranke und Krankheitsverdächtige sowie zur Einweisung von schwangeren Zwangsarbeiterinnen. Die Hygienemaßnahmen sollten die Übertragung ansteckender Krankheiten auf die deutsche Bevölkerung vermeiden helfen. Durchschnittlich hielten sich die Zwangsarbeiter im Durchgangslager 24–36 Stunden auf. Neben Zwangsarbeitern wurden auch KZ-Häftlinge, die zur Errichtung von KZ-Außenlagern abgestellt wurden, zur Entlausung durch das Durchgangslager geschleust.
Bereits Ende 1942 war die Entlausungsanlage im Durchgangslager schadhaft, und mehrere Zwangsarbeiter erkrankten unmittelbar nach Durchlaufen des Lagers an Fleckfieber. Im Laufe der Zeit wurden die Krankenbaracken teils auch mit gesunden Personen belegt, so dass die kranken Häftlinge ab 1943 in eine Krankenbaracke am städtischen Krankenhaus verlegt wurden. Auf Anweisung des Arbeitsamts in Ludwigsburg, dessen Abteilung Kriegsgefangenen-Vermittlung für Anforderungen und Anfragen betreffs der Gefangenen zuständig war, wurde diese Baracke im Juli 1944 wieder geräumt.
Von Anbeginn war das Durchgangslager in Bietigheim auch als so genannte Sammelstelle für Rückkehrer vorgesehen, in die schwerkranke und nicht mehr arbeitsfähige Zwangsarbeiter von den Betrieben abgeschoben wurden. Hierzu wurde eine eigene Baracke eingerichtet, in denen die Schwerkranken bis zum Tode dahinsiechten oder weiter in Vernichtungslager oder auf sonstige Transporte in die Ostgebiete deportiert wurden. Die Sammelbaracke war bereits kurz nach Beginn des Lagerbetriebs im Mai 1942 überfüllt, und es kam zu ersten Todesfällen. Von Juni 1942 bis Anfang Januar 1943 wurde daraufhin im nahen Pleidelsheim ein eigenes Seuchenlager in einem bereits bestehenden Autobahnbau-Barackenlager eingerichtet, nach dessen Auflösung das Lager in Bietigheim wieder zur Sammelstelle für Schwerkranke wurde. Dort häuften sich die Todesfälle, und der improvisierte kleine Begräbnisplatz hinter dem Lager war bald mit 50 Bestattungen belegt, so dass die Errichtung eines größeren „Russenfriedhofs“ südlich des Lagers in Betracht gezogen wurde. Um dies zu verhindern, drängte der Bietigheimer Bürgermeister auf die „Einäscherung der künftig sterbenden Ostarbeiter“. Schließlich wurde im Frühjahr 1943 beim Flugplatz in Großsachsenheim das Krankenlager Großsachsenheim mit fünf großen und mehreren kleinen Baracken sowie einem eigenen Friedhof eingerichtet. Durchschnittlich waren in diesem Krankenlager zwischen 500 und 600 Kranke interniert, von denen viele starben. Der Friedhof wurde bereits im Sommer 1944 erweitert, obwohl die Bestattungen zuletzt nur noch in Sammelgräbern zu vier Toten stattfanden. Ein Gedenkstein nennt die Zahl von dort bestatteten 667 osteuropäischen Zwangsarbeitern, aus den Sterbeurkunden ist der Tod von 653 Personen ersichtlich, die Literatur nennt bisweilen auch 668 oder 680 Tote.
Nach Großsachsenheim wurden künftig auch fast alle schwangeren Zwangsarbeiterinnen zur Zwangsabtreibung, oder bei weit fortgeschrittenen Schwangerschaften zur Entbindung eingewiesen. Dort wurden 245 Kinder geboren. Gleichwohl kamen im Durchgangslager Bietigheim auch mindestens 24 Kinder von Russinnen und ein Kind einer Polin zur Welt. Den Lagern angeschlossen war wie üblich eine sogenannte Ausländerkinder-Pflegestätte, in der durch mangelnde Grundversorgung eine Vernichtung der dortigen Säuglinge angestrebt wurde. Im Durchgangslager Bietigheim kamen mindestens 51 Kleinkinder ums Leben, in Großsachsenheim ist der Tod von mindestens 27 Kindern unter fünf Jahren belegt.

### Zwangsarbeit
Ende Mai 1942 erhielt die Stadt Bietigheim die ersten 25 zivilen russischen Arbeitskräfte zugewiesen, die größtenteils bei der Stadt zum Bau eines Anschlussgleises für das Unternehmen SWF und im Forstamt zum Wald- und Feldwegbau sowie zu diversen Hilfsarbeiten unterkamen, während zwei Frauen zum Lagerdienst im Durchgangslager verblieben. Die Bietigheimer Gefangenen wurden im abgetrennten städtischen Lager Forst untergebracht. Da die Zwangsarbeiter in den Rüstungsbetrieben gegenüber den zu den Kommunen gekommenen Zwangsarbeitern bevorzugt behandelt wurden, fehlte es den Bietigheimer Zwangsarbeitern an Kleidern und Schuhwerk, so dass sich der Bürgermeister von Bietigheim, nachdem der Gemeinderat im Mai 1942 noch „gute und zweckmäßige Unterbringung der Russen“ bestätigt hatte, bereits im Juli 1942 beim Landrat über ihren „jämmerlichen Zustand“ beschwerte.
Außer der Stadt Bietigheim wurden auch verschiedenen Bietigheimer Unternehmen Zwangsarbeiter zugewiesen, die auch im städtischen Lager Forst einquartiert wurden, so dass dieses rasch voll belegt war. Obwohl die Stadt nicht zum Bau von Unterkünften für Zwangsarbeiter aus den Betrieben verpflichtet war, hatte sie ein Interesse sowohl an den Gewerbesteuereinnahmen als auch an der Wahl des Standorts solcher Lager und begann darum im Juli 1942 mit der Errichtung eines neuen Gemeinschaftslagers im Kameradschaftshaus. Die Deutschen Linoleum-Werke errichteten ein eigenes Lager aus zehn Baracken für nahezu 500 Zwangsarbeiter auf dem Sportplatz an der Wilhelmstraße. Die Unterkunftsbaracken wurden teilweise von der Rüstungskontor GmbH geliefert, die den Anforderungen nur ungenügend nachkommen konnte. Die Stadt Bietigheim hatte acht solcher Baracken bestellt, der Bürgermeister bezweifelte jedoch bereits im August 1942, ob auch nur eine einzige geliefert werden könne. Da 100 zusätzliche russische Zwangsarbeiter erwartet wurden und inzwischen auch das Kameradschaftshaus voll belegt war, außerdem Kameradschaftshaus und Forst im bevorstehenden Winter nicht beheizbar waren und Arbeitsausfälle durch Krankheiten zu befürchten waren, erbat der Bürgermeister von der HJ das Haus der Jugend in der Fritz-Kröber-Straße zur Einrichtung eines Ostarbeiterlagers. Dort wurden nach Räumung von Forst und Kameradschaftshaus im Oktober 1942 in 13 Zimmern zunächst insgesamt 128 Ostarbeiter, zu etwa gleichen Teilen Männer und Frauen, einquartiert.
Die Unterbringung und die Überwachung der Zwangsarbeiter in den städtischen Bietigheimer Lagern war anfangs moderat. Die eigentlich vorgesehenen strengen Bewachungsauflagen konnten mangels Personal oft nicht erfüllt werden. Einige der Zwangsarbeiter nahmen gar an Filmvorführungen und Gottesdiensten teil, woraufhin im Oktober 1942 die Einhaltung der geltenden Bestimmungen durch die Staatspolizeistelle in Stuttgart angemahnt wurde. Der Umgang der Bevölkerung mit den Zwangsarbeitern wird als „gleichgültig“ beschrieben, wobei mehrere Deutsche den notleidenden Zwangsarbeitern vor allem Alkohol zu Wucherpreisen verkauften.
Im Haus der Jugend waren im Juli 1944 210 Zwangsarbeiter untergebracht, womit sich bis zu 16 Personen ein Zimmer teilen mussten. Im August 1944 war das Haus mit 186 Personen, darunter sechs Kindern, belegt. Nach der Erkrankung des bislang dort die Aufsicht führenden deutschen Wachmanns wurde Ende August 1944 die Bewachung des Gebäudes einem als „ziemlich deutschfreundlich“ beschriebenen Zwangsarbeiter übertragen, worauf es zu Konflikten mit den im Lager untergebrachten russischen Männern kam.
Über die Zahl der insgesamt in Bietigheim eingesetzten Zwangsarbeiter herrscht keine völlige Klarheit. Eine Liste im Stadtarchiv von Bietigheim-Bissingen nennt insgesamt 1286 Russen und 217 Polen, was mit dem hohen Durchlauf an Arbeitskräften zu erklären ist und der bevorzugten Behandlung aufgrund des Entgegenkommens bei der Errichtung des Durchgangslagers. Eine Liste vom 22. März 1944 nennt zwei polnische Arbeitskräfte bei den Neckarwerken und 202 „Ostarbeiter“ aus Russland. Folgende Unternehmen hatten im März 1944 Zwangsarbeiter beschäftigt: Schuhfabrik C. Fritz (23 Personen), Spezialfabrik für Autozubehör SWF (32), Tubenfabrik Kienzle (13), Klumpp und Aretz (16), Rotnahtkragen (10), Stadt Bietigheim (7), Forstamt Bietigheim (4), Schuhbesohlwerk Rau (1), G. Staudt & Söhne (1), Wagenfabrik Schumacher (4), Schleifmittelwerk Fr. Elbe (19), Möbelfabrik Bock und Link (9), Kammgarnspinnerei (9), Mächtle (3), Orgelbau Steirer (2), Reichsbahn-Güterstelle (34).
Das „Russenlager“ der DLW auf dem Sportplatz wurde nach dem Krieg zur Unterbringung von Vertriebenen genutzt. Das Haus der Jugend wurde später zum Jugendhaus.